# اجلاس جهانی سران درباره جامعه اطلاعاتی

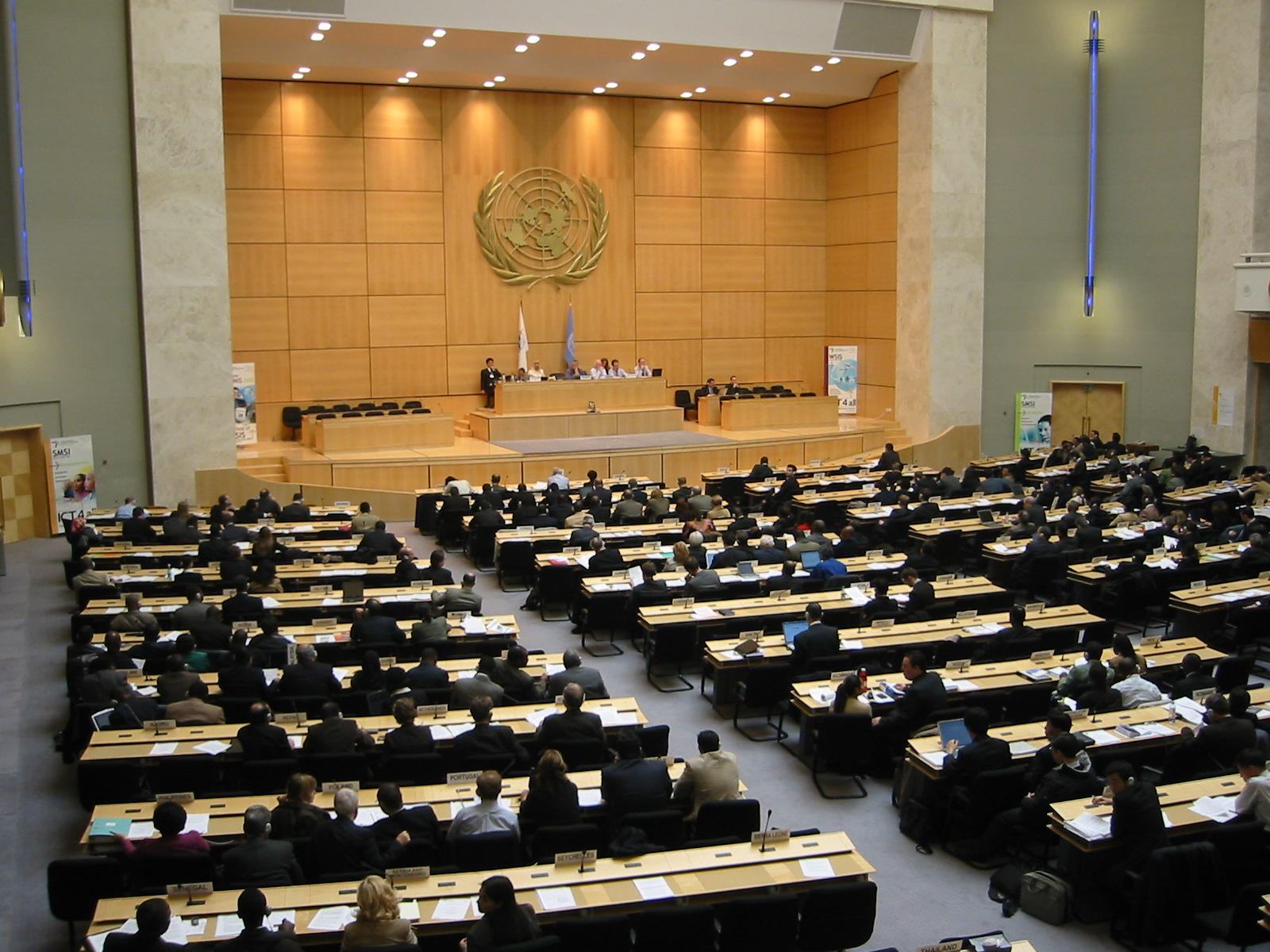

اجلاس جهانی سران دربارهٔ جامعه اطلاعاتی (انگلیسی: World Summit on the Information Society) با پشتیبانی سازمان ملل متحد در خصوص فناوری اطلاعات و ارتباطات و جامعه اطلاعاتی در سال‌های ۲۰۰۳ در ژنو و ۲۰۰۵ در تونس برگزار شد.
پس از این تاریخ هر سال در ماه می‌نشستی با میزبانی اتحادیه بین‌المللی مخابرات و همکاری برخی دیگر از سازمان‌های بین‌المللی به منظور پیگیری مصوبات آن دو اجلاس برگزار می‌شود.
اجلاس بعدی سران دربارهٔ جامعه اطلاعاتی در سال ۲۰۱۵ خواهد بود.